# Жепин
Жепин (пол. Rzepin, нем. Reppen) — город на западе Польши, на границе с Германией. Город входит в Любушское воеводство, Слубицкий повят и имеет статус градо-сельской гмины. Занимает площадь 11,42 км². Население — 6697 человек (на январь 2011 года). 

## География
Жепин расположен на северо-западе любушского воеводства, среди лесов Жепинской пущи на реке Иланка Возле южной границы города проходит шоссе Берлин — Познань. Жепин является железнодорожным узлом на пересечений линий Вроцлав — Щецин и Познань — Франкфурт-на-Одере. Сам Франкфурт-на-Одере находится в 20 км западнее города.

## Галерея
- Ратуша
- Гостиница
- Школа
- Кирха
- Вокзал
- Паровоз
- Памятник советским воинам